# パグエ県
パグエ県（パグエけん、ポルトガル語: Distrito de Pagué）は、サントメ・プリンシペのプリンシペ州を構成する唯一の県である。人口は8,780人（2020年推定）。プリンシペ島及びその周囲のペドロ・ダ・ガレ島、ボンボン島、カロス島、ペドラス・ティンボラス諸島等の小島嶼を領域とする。県都はプリンシペ島東岸のサント・アントニオである。